# Ниуаки
Ниуаки (порт. Nioaque) — муниципалитет в Бразилии, входит в штат Мату-Гросу-ду-Сул. Составная часть мезорегиона Юго-запад штата Мату-Гроссу-ду-Сул. Входит в экономико-статистический микрорегион Бодокена. Население составляет 18 064 человека на 2006 год. Занимает площадь 3923,798 км². Плотность населения — 4,6 чел./км².

## Статистика
- Валовой внутренний продукт на 2003 год составляет 101 781 426,00 реалов (данные: Бразильский институт географии и статистики).
- Валовой внутренний продукт на душу населения на 2003 год составляет 6095,43 реалов (данные: Бразильский институт географии и статистики).
- Индекс развития человеческого потенциала на 2000 год составляет 0,715 (данные: Программа развития ООН).

## География
Климат местности: тропический.